# Vítor Belfort
Vítor Vieira Belfort (Rio de Janeiro, 1º aprile 1977) è un ex lottatore di arti marziali miste brasiliano.
Ha combattuto nell'organizzazione statunitense UFC, nella quale è stato campione dei pesi mediomassimi nel 2004 e sfidante al titolo dei pesi medi nel 2011 e nel 2015 venendo sconfitto prima da Anderson Silva e poi da Chris Weidman; ha poi combattuto di nuovo per il titolo dei pesi mediomassimi nel 2012 venendo sconfitto da Jon Jones. A inizio carriera ha vinto il torneo dei pesi massimi all'evento UFC 12 e ha fatto da allenatore nella prima stagione brasiliana del reality show The Ultimate Fighter. 
È stato campione di categoria anche nella promozione britannica Cage Rage e ha lottato in altre organizzazioni di prestigio quali Pride, Strikeforce e Affliction. Nel submission grappling può vantare un terzo posto all'ADCC Submission Wrestling World Championship del 2001 nella categoria absolute.
Durante un incontro ha causato il distacco della retina (con conseguente cecità permanente) al britannico Michael Bisping che nonostante l'handicap vinse il titolo UFC; si è successivamente scoperto che Belfort era positivo al testosterone.

## Carriera nelle arti marziali miste
All'età di 19 anni Belfort si trasferisce negli Stati Uniti per iniziare a lottare. Il suo primo incontro ufficiale, in un evento chiamato Superbrawl alle Hawaii, sconfigge il suo avversario, Jon Hess, dopo soli 12 secondi dall'inizio del match per KO.

### Ultimate Fighting Championship
Poco dopo inizia a combattere nell'UFC dove gli viene affibbiato il soprannome di The Phenom. Qui batte due fighter al debutto in UFC vincendo l'UFC 12 Heavyweight Tournament. All'età di 19 anni, Belfort diventa il più giovane lottatore a vincere un incontro nell'ottagono. Il match successivo lo vede mettere a segno un KO tecnico contro il finalista di UFC 6 Tank Abbott in un non-tournament fight, mandando Abbott al tappeto e finendolo con il ground and pound.
Nel 1997, Belfort combatte il primo dei suoi tre incontri contro il lottatore greco-romano e futuro UFC hall of famer Randy Couture. The Natural sconfigge il brasiliano per KO tecnico, causandogli il primo stop in carriera.
Dopo questa sconfitta combatte altre due volte in UFC. La prima contro il suo compagno di allenamento Joe Charles che sottomette velocemente con un'armbar senza aver tirato un singolo pugno. Un anno dopo Belfort affronta l'astro nascente brasiliano e futura superstar del PRIDE Wanderlei Silva. Intrappolandolo presto in una left cross, Belfort lo spinge ai bordi della gabbia con una serie di pugni e lo sconfigge per TKO in soli 44 secondi, aggiudicandosi uno dei match più prestigiosi della propria carriera.

### PRIDE Fighting Championships
Vitor in seguito si trasferisce in Giappone per lottare nel Pride Fighting Championships. Il suo primo avversario è Kazushi Sakuraba nel 1999. Belfort controlla la contesa per cinque minuti prima di rompersi la mano. Il resto del match lo passa a subire i calci di Sakuraba. Dopo questo incontro lascia Carlson Gracie e inizia ad allenarsi nel Brazilian Top Team.
Combatte altri cinque incontri nel Pride contro Gilbert Yvel, Daijiro Matsui, Bobby Southworth, Yoshiki Takahashi e Heath Herring. Per questi match Belfort usa meno le sue doti di pugile preferendo invece controllare gli avversari vincendo i combattimenti col ground-and-pound, con l'eccezione dei combattimenti contro Southworth e Takahashi, vinti entrambi nel primo round rispettivamente per sottomissione e KO.

### ADCC Championships
Nel 2001 Belfort partecipa ai campionati ADCC Submission Wrestling World Championship, nella loro categoria Absolute division. Prima di quella competizione aveva già affrontato Hiroki Fukuda, vincendo per sottomissione e Mark Robinson, perdendo ai punti. Nel campionato Vitor affrontò Genki Sudo, vincendo ai punti, Ricco Rodriguez, vincendo ai punti e Ricardo Arona in semifinale, dove perde ai punti. Nel combattimento per il terzo posto sconfigge Ricardo Almeida ai punti, conquistando la medaglia di bronzo.

### Ritorno in UFC e conquista del titolo dei massimi leggeri
I primi due match dal ritorno in UFC, Belfort li combatte con Chuck Liddell, perdendo per decisione, e poi contro Marvin Eastman, vincendo per KO e aprendo una profonda ferita al sopracciglio di Eastman con una ginocchiata.
Il suo combattimento successivo avviene il 31 gennaio 2004 contro Randy Couture per l'UFC Light Heavyweight Championship. Malgrado il dolore per la scomparsa della sorella, Priscila Belfort, scomparsa il 9 gennaio, Vitor vinse il combattimento in 49 secondi, lasciando Couture con un'abrasione alla cornea che fa terminare all'arbitro l'incontro e vincendo finalmente la cintura di campione. Un terzo match tra i due si disputa il 21 agosto 2004 con Randy che vince per stop del medico nel terzo round, riconquistando il titolo.
Il primo combattimento dopo la perdita del titolo avviene contro Tito Ortiz il 5 febbraio 2005. Belfort rompe il naso di Tito con dei pugni nel primo round e fermando presto Ortiz nel secondo. Il combattimento continua con Vitor che tenta di mantenere il match in piedi mentre Ortiz lo vuole portare a terra. Incapace di terminare l'incontro per KO, Belfort perde per decisione non unanime in maniera controversa, dal momento che molti erano convinti che il brasiliano avesse vinto i primi due round.

### Controversia sugli steroidi
A Pride 32: The Real Deal, tenutosi il 21 ottobre 2006, Belfort perde per decisione unanime contro il campione dei pesi welter Dan Henderson. Dopo il combattimento Belfort viene trovato positivo a una sostanza illegale, il 4-hydroxytestosterone, e il brasiliano dichiara di aver ricevuto tale sostanza come risultato di iniezioni riabilitative dategli da un endocrinologo brasiliano, il dr. Rodrigo M. Greco, dopo la sua operazione chirurgica per riparare un menisco rotto nell'estate 2006. La commissione atletica del Nevada in seguito riceve un comunicato del Dr. Greco che afferma di aver somministrato all'atleta delle iniezioni contenenti testosterone. Malgrado abbia accettato questa difesa, la Commissione del Nevada condanna comunque il brasiliano a nove mesi di squalifica e a una multa di 10.000 dollari per non aver informato le autorità competenti di tali iniezioni.

### Cage Rage
Vitor Belfort supera Ivan Serati per TKO a Cage Rage 21 il 21 aprile 2007 in Inghilterra. In seguito batte James Zikic il 22 settembre 2007 a Cage Rage 23 diventando Cage Rage light heavyweight champion, malgrado abbia lottato con una mano rotta.

### Affliction
Vitor si prepara al suo combattimento nell'Affliction contro Martin con il team Chute Boxe in Brasile. In seguito completa la sua preparazione con l'Xtreme Couture a Las Vegas. Shawn Tompkins e Randy Couture lo aiutano ad allenarsi per un combattimento che lo vede vincente per KO al secondo round con una ginocchiata volante seguita da una combinazione di uppercut destri e sinistri.
Il combattimento successivo avrebbe dovuto essere contro Matt Lindland al secondo evento Affliction event ma Vitor è costretto a rinunciare a causa di un infortunio subito nel match precedente. Il secondo evento Affliction viene spostato a gennaio 2009, permettendo così a Belfort di partecipare alla card.
Dopo voci che parlavano di un possibile match contro il vincitore del Dream Middleweight Grand Prix, Gegard Mousasi, viene annunciato alla fine che il brasiliano avrebbe combattuto contro Lindland ad Affliction: Day of Reckoning. Il combattimento in un rapido KO dopo 37 secondi dopo che Belfort ha colpito l'avversario con un potente sinistro alla mascella seguito da quattro altri potenti colpi mentre era al tappeto.

### Ritorno in UFC
Durante una conferenza stampa, Dana White annuncia che Belfort ha rifirmato un nuovo contratto con l'UFC. Il primo incontro del nuovo debutto è contro Rich Franklin a un peso catchweight di 195 libbre nel main event di UFC 103. Belfort vince dopo soli tre minuti e cinque secondi dall'inizio del match.
Dopo due tentativi di organizzare un match contro il campione dei pesi medi Anderson Silva andati a monte per l'infortunio dell'avversario, Vitor avrebbe dovuto affrontare contro Yushin Okami a UFC 122. Il presidente UFC White però fa sapere che Belfort invece affronterà proprio Silva a UFC 126, nel tentativo di essere il primo fighter della storia a mandare KO in fenomeno brasiliano. Belfort però non può nulla contro il campione in carica venendo battuto nel primo round con un calcio frontale che lo fa cadere a terra seguito da una scarica di pugni di Silva, forzando l'arbitro a chiudere il match.
Dopo la sconfitta nel title match, Belfort torna a UFC 133 contro Yoshihiro Akiyama. Malgrado abbia contratto pochi giorni prima del match l'epatite A, Belfort combatte il match e vince contro il giapponese, vincendo per KO dopo 1.52 dall'inizio del primo round.
L'incontro successivo avrebbe dovuto essere contro Cung Le il 19 novembre 2011 a UFC 139 ma a causa di un infortunio viene rimpiazzato da Wanderlei Silva. Il prossimo match fu dunque previsto contro Anthony Johnson a UFC 142 in Brasile. Tra le mura di casa, The Phenom superò per sottomissione con una rear naked choke l'americano che il giorno precedente aveva clamorosamente fallito la prova del peso di ben 11 libbre e che venne licenziato il giorno seguente al match.
Nel giugno 2012 avrebbe dovuto lottare a San Paolo nel match principale della serata contro il connazionale Wanderlei Silva, ma proprio Belfort si ruppe la mano e non poté prendere parte all'evento.
Nell'ottobre 2012 avrebbe dovuto affrontare Alan Belcher nell'evento UFC 153, ma a causa dell'annullamento dell'evento UFC 151 per l'infortunio capitato a Dan Henderson Belfort venne scelto come sfidante per il titolo dei pesi mediomassimi contro il campione Jon Jones a UFC 152: venne sconfitto per sottomissione nel quarto round dopo essere stato dominato per buona parte dell'incontro, nonostante un buon tentativo di sottomissione portato nel primo round.
Torna a combattere nel gennaio 2013 davanti al pubblico di San Paolo nel ruolo di gatekeeper in quanto opposto ad un Michael Bisping che con un'eventuale vittoria avrebbe ottenuto la possibilità di affrontare il campione in carica Anderson Silva: Belfort risolse il match con un KO per mezzo di un calcio alla testa seguito da ground and pound.
Vitor si replicò in maggio e sempre in Brasile contro il campione della Strikeforce Luke Rockhold, stendendolo in poco più di due minuti con uno spettacolare calcio girato alla testa ed ottenendo per la seconda volta di fila il premio Knockout of the Night; tale risultato venne premiato con il riconoscimento Knockout of the Year ai Fighters Only World MMA Awards nel 2013.
In novembre ottiene una delle sue migliori vittorie in carriera riuscendo in un'impresa mai riuscita a nessuno prima di lui, ovvero mettere KO la leggenda delle MMA statunitensi Dan Henderson, al tempo ancora considerato un top 10 dei pesi mediomassimi, in un incontro di mediomassimi per mezzo di un calcio alla testa: si trattò di un rematch dopo la sconfitta subita da Belfort proprio contro Henderson nel 2006, e fu il terzo incontro consecutivo concluso da Belfort con un calcio alla testa dell'avversario e che ottenne il riconoscimento Knockout of the Night.
Belfort ottenne una nuova possibilità di lottare per il titolo dei pesi medi contro il campione in carica Chris Weidman a Las Vegas nel maggio 2014, ma nel febbraio di quell'anno la commissione sportiva del Nevada vietò l'utilizzo della terapia sostitutiva con testosterone della quale Belfort faceva uso, e lo stesso atleta brasiliano diede forfait venendo sostituito dal connazionale Lyoto Machida: si scoprì più tardi che lo stesso Belfort prima di quell'evento non riuscì a passare un test antidoping a sorpresa.
In luglio Belfort avrebbe dovuto sostituire il connazionale Wanderlei Silva in un match contro Chael Sonnen, ma quest'ultimo risultò positivo ad un test antidoping a sorpresa e l'incontro saltò; lo stesso Belfort non ebbe la certezza di ottenere una licenza in quanto fallì anch'egli un test, e di conseguenza non si cercò un sostituto per Sonnen.
Belfort ottenne comunque la possibilità di sfidare il campione in carica dei pesi medi Chris Weidman per il titolo in dicembre, ma quest'ultimo s'infortunò a poco più di un mese dal match che a quel punto venne posticipato a febbraio 2015; ad un mese dall'incontro il campione in carica subì un nuovo acciacco ed il match venne annullato nuovamente, e Belfort rifiutò la proposta da parte dell'UFC di lottare per una cintura di campione ad interim contro Lyoto Machida oppure contro Gegard Mousasi. Il match si tenne a Las Vegas il 23 maggio dello stesso anno. A inizio incontro Belfort mise seriamente in difficoltà il campione andando a segno con una serie devastante di colpi; Weidman reagì egregiamente all'attacco del brasiliano portandolo al tappeto molto rapidamente, una volta raggiunta la posizione montata andò a segno con un feroce ground and pound. Belfort venne sconfitto per KO tecnico sfumando la possibilità di diventare il nuovo campione dei pesi medi.
A novembre affrontò nuovamente la leggenda delle MMA Dan Henderson, vincendo al primo round ancora una volta per KO con una combinazione di calci e pugni. Con questa vittoria ottiene il riconoscimento Performance of the Night. Mentre il 14 maggio del 2016 venne sconfitto per KO tecnico dal connazionale Ronaldo Souza.
L'8 ottobre del 2016 affrontò Gegard Mousasi all'evento UFC 204. Alla seconda ripresa, Belfort venne colpito violentemente alla testa da un calcio destro ben piazzato; una volta strodito dal colpo subito tentò in tutti i modi di sopravvivere alla furia di colpi del suo avversario riuscendoci perfettamente. Subito dopo finì al tappeto per via di un takedown e venne finalizzato con il ground and pound.
L'11 marzo 2017 affronta Kelvin Gastelum perdendo al primo round per KO tecnico, ma il risultato venne poi ribaltato in No Contest quanto Gastelum risultò positivo alla marijuana. Il 3 giugno vince, per la prima volta in circa dieci anni, per decisione unanime contro Nate Marquardt.
Il 12 aprile 2018 viene sconfitto per KO dal connazionale Lyoto Machida e al termine dell'incontro Belfort annuncia il suo ritiro.

## Boxe professionistica
L'11 aprile 2006 Belfort compie il suo debutto nella boxe professionistica contro Josemario Neves vincendo per TKO in meno di un minuto, mandando al tappeto l'avversario per tre volte. In seguito il brasiliano ha espresso il desiderio di tornare nel pugilato, affermando nel 2008 di essere in trattativa con la Golden Boy Promotions. Più recentemente, in risposta alla sfida dell'ex campione dei pesi massimi IBA James Toney per affrontare un lottatore delle MMA in un ring di boxe, Belfort ha affermato di voler rappresentare lo sport delle arti marziali miste contro Toney in un match professionistico di sei round.

## Risultati nelle arti marziali miste
| Risultato  | Record    | Avversario        | Metodo                                 | Evento                                   | Data              | Round | Tempo | Città                      | Note |
| ---------- | --------- | ----------------- | -------------------------------------- | ---------------------------------------- | ----------------- | ----- | ----- | -------------------------- | --- |
| Sconfitta  | 26-14 (1) | Lyoto Machida     | KO (calcio al volto)                   | UFC 224: Nunes vs. Pennington            | 12 aprile 2018    | 2     | 1:00  | Rio de Janeiro, Brasile    | |
| Vittoria   | 26-13 (1) | Nate Marquardt    | Decisione (unanime)                    | UFC 212: Aldo vs. Holloway               | 3 giugno 2017     | 3     | 5:00  | Rio de Janeiro, Brasile    | |
| No Contest | 25-13 (1) | Kelvin Gastelum   | No contest                             | UFC Fight Night: Belfort vs. Gastelum    | 11 marzo 2017     |       |       | Fortaleza, Brasile         | La vittoria per KO tecnico di Gastelum venne convertita in No Contest poiché questi risultò positivo alla marijuana |
| Sconfitta  | 25-13     | Gegard Mousasi    | KO Tecnico (pugni)                     | UFC 204: Bisping vs. Henderson 2         | 8 ottobre 2016    | 2     | 2:43  | Manchester, Inghilterra    | |
| Sconfitta  | 25-12     | Ronaldo Souza     | KO Tecnico (pugni)                     | UFC 198: Werdum vs. Miocic               | 14 maggio 2016    | 1     | 4:38  | Curitiba, Brasile          | |
| Vittoria   | 25-11     | Dan Henderson     | KO (calcio alla testa e pugni)         | UFC Fight Night: Belfort vs. Henderson 3 | 7 novembre 2015   | 1     | 2:07  | San Paolo, Brasile         | Performance of the Night                                                                                            |
| Sconfitta  | 24-11     | Chris Weidman     | KO Tecnico (pugni)                     | UFC 187: Jones vs. Johnson               | 23 maggio 2015    | 1     | 2:53  | Las Vegas, Stati Uniti     | Per il titolo dei Pesi Medi UFC                                                                                     |
| Vittoria   | 24-10     | Dan Henderson     | KO (calcio alla testa)                 | UFC Fight Night: Belfort vs. Henderson   | 9 novembre 2013   | 1     | 1:17  | Goiânia, Brasile           | Incontro di Pesi Mediomassimi                                                                                       |
| Vittoria   | 23-10     | Luke Rockhold     | KO (calcio girato e pugni)             | UFC on FX: Belfort vs. Rockhold          | 18 maggio 2013    | 1     | 2:32  | Jaraguá do Sul, Brasile    | |
| Vittoria   | 22-10     | Michael Bisping   | KO Tecnico (calcio alla testa e pugni) | UFC on FX: Belfort vs. Bisping           | 19 gennaio 2013   | 2     | 1:27  | San Paolo, Brasile         | |
| Sconfitta  | 21-10     | Jon Jones         | Sottomissione (kimura)                 | UFC 152: Jones vs. Belfort               | 22 settembre 2012 | 4     | 0:54  | Toronto, Canada            | Per il titolo dei Pesi Mediomassimi UFC                                                                             |
| Vittoria   | 21-9      | Anthony Johnson   | Sottomissione (rear naked choke)       | UFC 142: Aldo vs. Mendes                 | 14 gennaio 2012   | 1     | 4:45  | Rio de Janeiro, Brasile    | |
| Vittoria   | 20-9      | Yoshihiro Akiyama | KO (pugni)                             | UFC 133: Evans vs. Ortiz                 | 6 agosto 2011     | 1     | 1:52  | Filadelfia, Stati Uniti    | |
| Sconfitta  | 19–9      | Anderson Silva    | KO (calcio frontale e pugni)           | UFC 126: Silva vs. Belfort               | 5 febbraio 2011   | 1     | 3:25  | Las Vegas, Stati Uniti     | Per il titolo dei Pesi Medi UFC                                                                                     |
| Vittoria   | 19–8      | Rich Franklin     | KO (pugni)                             | UFC 103: Franklin vs. Belfort            | 19 settembre 2009 | 1     | 3:02  | Dallas, Stati Uniti        | |
| Vittoria   | 18–8      | Matt Lindland     | KO (pugni)                             | Affliction: Day of Reckoning             | 24 gennaio 2009   | 1     | 0:37  | Anaheim, Stati Uniti       | |
| Vittoria   | 17–8      | Terry Martin      | KO (pugni)                             | Affliction: Banned                       | 19 luglio 2008    | 2     | 3:12  | Anaheim, Stati Uniti       | Passa ai Pesi Medi                                                                                                  |
| Vittoria   | 16–8      | James Zikic       | Decisione (unanime)                    | Cage Rage 23: Unbelievable               | 22 settembre 2007 | 3     | 5:00  | Londra, Regno Unito        | Vince il titolo dei Pesi Mediomassimi Cage Rage                                                                     |
| Vittoria   | 15–8      | Ivan Serati       | KO Tecnico (pugni)                     | Cage Rage 21: Judgement Day              | 21 aprile 2007    | 1     | 3:47  | Londra, Regno Unito        | |
| Sconfitta  | 14–8      | Dan Henderson     | Decisione (unanime)                    | Pride 32: The Real Deal                  | 21 ottobre 2006   | 3     | 5:00  | Las Vegas, Stati Uniti     | |
| Vittoria   | 14–7      | Kazuo Takahashi   | KO (pugno)                             | Pride Critical Countdown Absolute        | 2 luglio 2006     | 1     | 0:36  | Saitama, Giappone          | |
| Sconfitta  | 13–7      | Alistair Overeem  | Decisione (unanime)                    | Strikeforce: Revenge                     | 9 giugno 2006     | 3     | 5:00  | San Jose, Stati Uniti      | Debutto in Strikeforce                                                                                              |
| Vittoria   | 13–6      | Antony Rea        | KO (pugni)                             | Cage Rage 14: Punishment                 | 3 dicembre 2005   | 2     | 1:14  | Londra, Regno Unito        | |
| Sconfitta  | 12–6      | Alistair Overeem  | Sottomissione (ghigliottina)           | Pride Total Elimination 2005             | 23 aprile 2005    | 1     | 9:36  | Osaka, Giappone            | |
| Sconfitta  | 12–5      | Tito Ortiz        | Decisione (non unanime)                | UFC 51: Super Saturday                   | 5 febbraio 2005   | 3     | 5:00  | Las Vegas, Stati Uniti     | |
| Sconfitta  | 12–4      | Randy Couture     | KO Tecnico (stop medico)               | UFC 49: Unfinished Business              | 21 agosto 2004    | 3     | 5:00  | Las Vegas, Stati Uniti     | Perde il titolo dei Pesi Mediomassimi UFC                                                                           |
| Vittoria   | 12–3      | Randy Couture     | KO Tecnico (stop medico)               | UFC 46: Supernatural                     | 31 gennaio 2004   | 1     | 0:49  | Las Vegas, Stati Uniti     | Vince il titolo dei Pesi Mediomassimi UFC                                                                           |
| Vittoria   | 11–3      | Marvin Eastman    | KO Tecnico (ginocchiate e pugni)       | UFC 43: Meltdown                         | 6 giugno 2003     | 1     | 1:07  | Las Vegas, Stati Uniti     | |
| Sconfitta  | 10–3      | Chuck Liddell     | Decisione (unanime)                    | UFC 37.5: As Real As It Gets             | 22 giugno 2002    | 3     | 5:00  | Las Vegas, Stati Uniti     | |
| Vittoria   | 10–2      | Heath Herring     | Decisione (unanime)                    | Pride 14: Clash of the Titans            | 27 maggio 2001    | 3     | 5:00  | Yokohama, Giappone         | |
| Vittoria   | 9–2       | Bobby Southworth  | Sottomissione (rear naked choke)       | Pride 13: Collision Course               | 25 marzo 2001     | 1     | 4:09  | Saitama, Giappone          | |
| Vittoria   | 8–2       | Daijiro Matsui    | Decisione (unanime)                    | Pride 10: Return of the Warriors         | 27 agosto 2000    | 2     | 10:00 | Saitama, Giappone          | |
| Vittoria   | 7–2       | Gilbert Yvel      | Decisione (unanime)                    | Pride 9: New Blood                       | 4 giugno 2000     | 2     | 10:00 | Nagoya, Giappone           | |
| Sconfitta  | 6–2       | Kazushi Sakuraba  | Decisione (unanime)                    | Pride 5                                  | 29 aprile 1999    | 2     | 10:00 | Nagoya, Giappone           | Debutto in Pride |
| Vittoria   | 6–1       | Wanderlei Silva   | KO Tecnico (pugni)                     | UFC Brazil: Ultimate Brazil              | 16 ottobre 1998   | 1     | 0:44  | San Paolo, Brasile         | Passa ai Pesi Mediomassimi                                                                                          |
| Vittoria   | 5–1       | Joe Charles       | Sottomissione (armbar)                 | UFC Japan: Ultimate Japan                | 21 dicembre 1997  | 1     | 4:03  | Yokohama, Giappone         | |
| Sconfitta  | 4–1       | Randy Couture     | KO Tecnico (pugni)                     | UFC 15: Collision Course                 | 17 ottobre 1997   | 1     | 8:16  | Bay St. Louis, Stati Uniti | Eliminatoria per il titolo dei Pesi Massimi UFC                                                                     |
| Vittoria   | 4–0       | Tank Abbott       | KO Tecnico (pugni)                     | UFC 13: Ultimate Force                   | 30 maggio 1997    | 1     | 0:52  | Augusta, Stati Uniti       | |
| Vittoria   | 3–0       | Scott Ferrozzo    | KO Tecnico (pugni)                     | UFC 12: Judgement Day                    | 7 febbraio 1997   | 1     | 0:43  | Dothan, Stati Uniti        | Vince il Torneo dei Pesi Massimi UFC 12                                                                             |
| Vittoria   | 2–0       | Tra Telligman     | KO Tecnico (ferita)                    | UFC 12: Judgement Day                    | 7 febbraio 1997   | 1     | 1:17  | Dothan, Stati Uniti        | Debutto in UFC |
| Vittoria   | 1–0       | Jon Hess          | KO (pugni)                             | SuperBrawl 2                             | 11 ottobre 1996   | 1     | 0:12  | Honolulu, Stati Uniti      | |